# 阿卡佩拉
阿卡佩拉（/akaˈpɛla̝/）是西班牙加利西亚自治区拉科鲁尼亚省的一个市镇。总面积58km², 总人口1274人（2017年），人口密度22人/km²。

## 图集

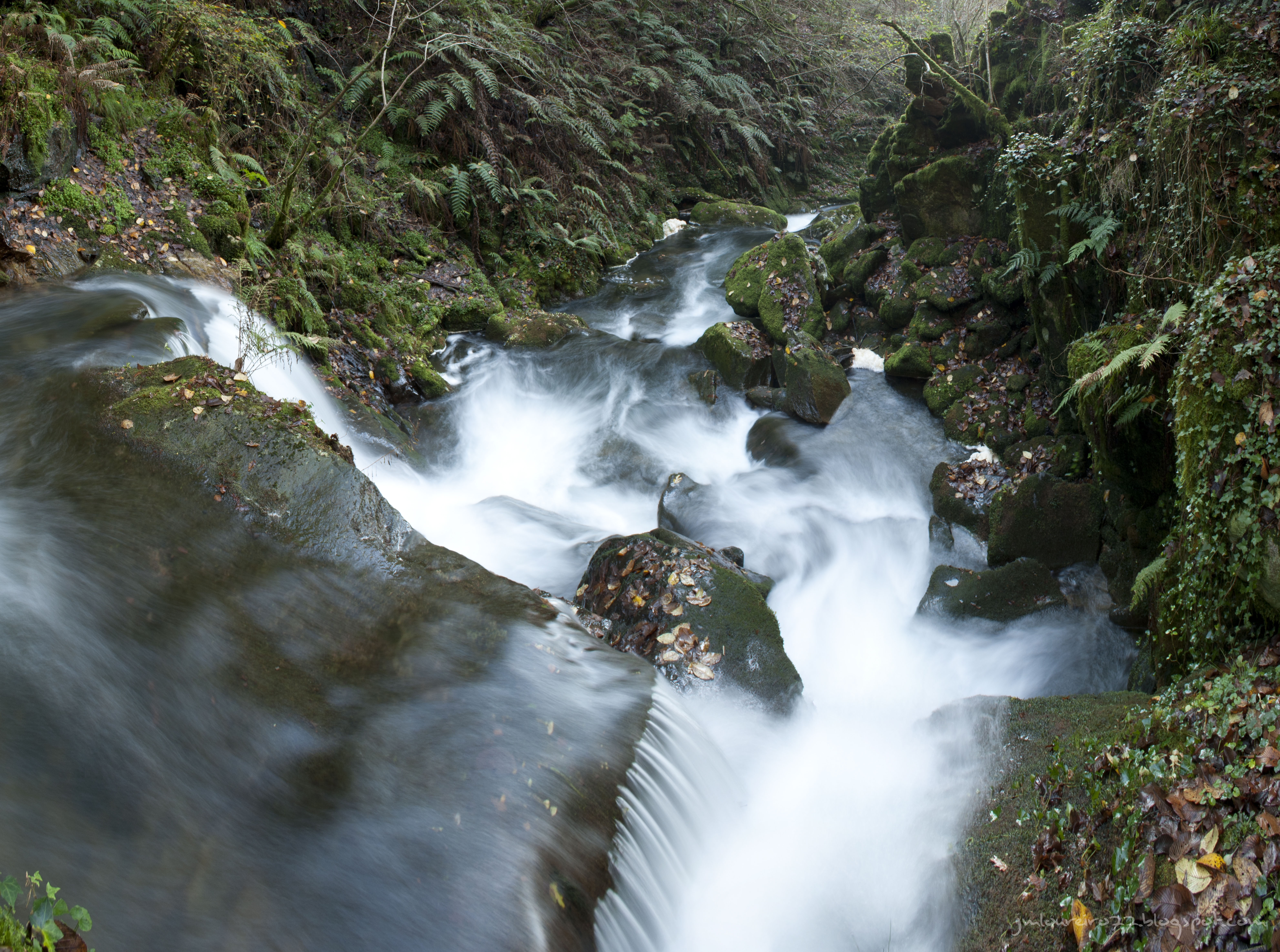
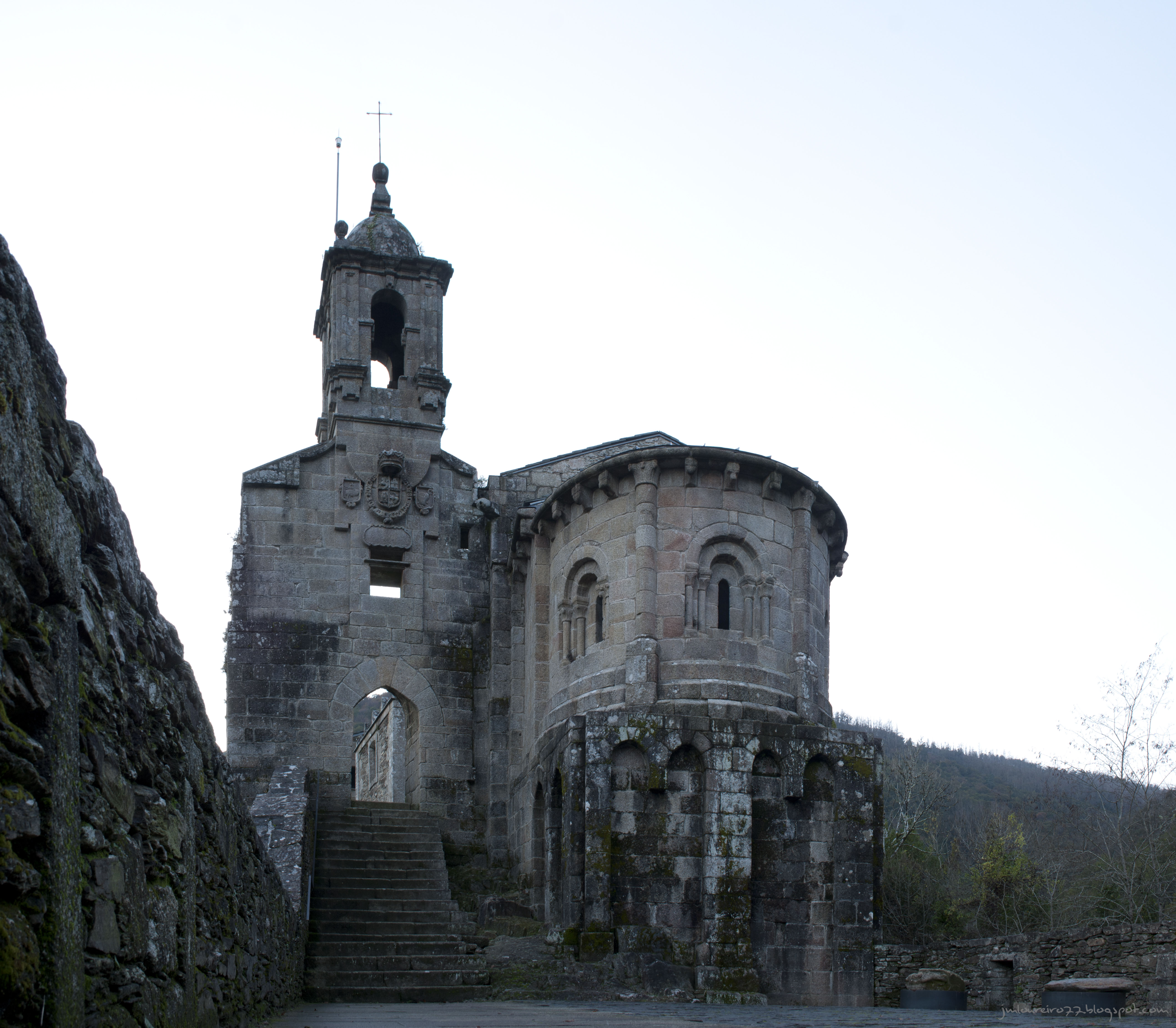
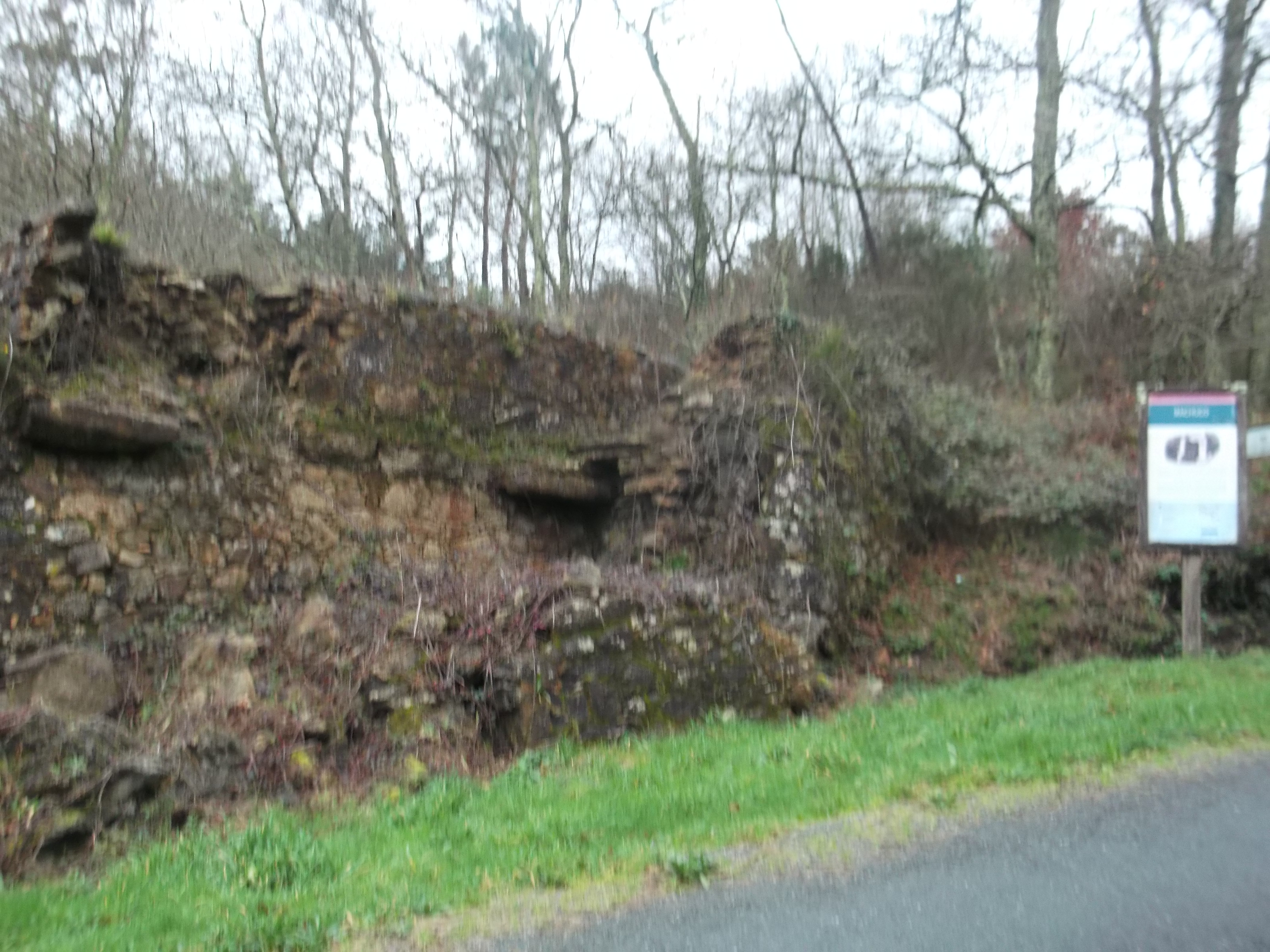

## 人口
| 阿卡佩拉历史人口变化图                                     |
|                                                            |
| 来源：西班牙国家统计局（1900-1991年，实际人口）（2000年-） |